# Sarika
Sarika, née Sarika Thakur le 3 juin 1960, est une actrice du cinéma indien. En dehors de ses activités d'actrice, elle a également été costumière, conceptrice du son et réalisatrice associée pour le film Kuruthipunal (en). En 2005, elle remporte le National Film Award de la meilleure actrice pour le film Parzania.